# اداگال (چیک بالاپور)
اداگال (چیک بالاپور) (به انگلیسی: Addagal (Chik Ballapur)) یک روستا در هند است که در کارناتاکا واقع شده‌است.